# Trupanea pentziana
Trupanea pentziana är en tvåvingeart som först beskrevs av Munro 1933.  Trupanea pentziana ingår i släktet Trupanea och familjen borrflugor. Inga underarter finns listade i Catalogue of Life.